# 순수 현상학과 현상학적 철학의 이념들
《순수 현상학과 현상학적 철학의 이념들》(Ideen Zu Einer Reinen Phanomenologie Und Phanomenologischen Philosophie)은 에드문트 후설이 1913년에 출판한 책이다. 후설의 현상학을 생전에 정리하여 출판한 것이 《순수 현상학과 현상학적 철학의 이념들》이며, 제1권 《순수한 현상학에의 일반적인 도입》만이 1913년에 현상학의 기관지 《현상학과 현상학적 철학을 위한 연보(年報)》 제1권에 게재되었다. 계속된 제2, 제3권은 생전에 출판되지 않고 1952년의 《후설 전집》에서 처음 발표되었다.
후설의 《논리 연구》에서는 '순수논리학'이 주제가 되었다. 그것은 '의의의 범주', 곧 개념·명제·추론 등의 논리학과 '대상적인 범주'의 논리학으로 구분된다. 후자의 논거로서 명제논리학(命題論理學)과 형식적 존재론으로 구분된다. 이것은 객관의 객관성, 여기서는 논리적인 형성물의 객관성 분석이다. 제2권 끝의 두 가지 연구에서 이러한 논리적인 형성물이 거기서 발생하는 주관적인 원천이 문제되고 의식과 그 지향성의 구조가 분석된다. 《논리 연구》는 이와 같이 논리적 형성물이라는 지향되는 대상으로부터 지향성 그 자체를 묻고, 의식의 주관성에 있어서 명증적으로 직관에 의해 파악되는 것이야말로 참이라고 한다.
제1권에서 순수현상학은 선험적 현상학이라고 불리며, 사실에 관한 학문이 아니라 본질의 학문이다. 그러므로 여기서 말하는 현상은 사실적이며 경험적인 의식이 아니라, 그 본질인 선험적이며 순수한 의식인 것이다. 우리는 일상생활에서 여러 가지 사물이나 다른 사람들이나 의미있는 형성물과 교섭하고 있으나 그때의 자연적인 관점을 배제하여 괄호 안에 묶어둠으로써 '순수의식'내지 '선험적 의식'을 획득한다. 이것이 현상학적인 환원(還元)이다. 현상학적 환원의 결과로 획득된 선험적인 의식을 직관에 의해 나타내고 기술하는 것이 선험적 현상학의 임무이다. 이에 따라 참된 주관성(主觀性)에 근거를 둔 철학이 성립한다.